# Schwenksitz
Ein Schwenksitz ist ein Autositz bei Personenkraftwagen, der zur Erleichterung des Ein- und Ausstiegs durch die Türöffnung herausgeschwenkt werden kann. Die benutzende Person kann sich in Richtung der Sitz-Mittellinie statt in seitlicher Richtung daraufsetzen oder davon aufstehen. Durch die Position des herausgeschwenkten Sitzes teilweise außerhalb der Türöffnung ist oft kein Bücken beim Ein- und Aussteigevorgang nötig.
Dieser Sitz ist besonders geeignet für die Benutzung durch körperbehinderte und altersbedingt weniger bewegliche Personen. Er wird meist nachträglich im Rahmen der Kraftfahrzeugumrüstung für körperbehinderte Menschen eingebaut.
Zusatzeinrichtungen an einem Schwenksitz können das weitere Hinausziehen über den Türschweller nach außen sowie eine Hubfunktion ermöglichen. Weitere Erleichterung kann ein elektromotorischer oder hydraulischer Antrieb bieten.

## Schwenk- und Hubsitze im Hilfsmittelverzeichnis von Rehadat
Das Hilfsmittelverzeichnis Rehadat führt Schwenksitze unter den folgenden Klassen der DIN EN ISO 9999 auf:
- 12 – Hilfsmittel für die persönliche Mobilität
  - 12 12 – Kraftfahrzeuganpassungen
    - 12 12 12 – Kraftfahrzeugsitze und -kissen, spezielles Design